# Fall Creek
Fall Creek é uma vila localizada no estado norte-americano de Wisconsin, no Condado de Eau Claire.

## Demografia
Segundo o censo norte-americano de 2000, a sua população era de 1236 habitantes.
Em 2006, foi estimada uma população de 1248, um aumento de 12 (1.0%).

## Geografia
De acordo com o United States Census Bureau tem uma área de 4,2 km², dos quais 4,1 km² cobertos por terra e 0,1 km² cobertos por água. Fall Creek localiza-se a aproximadamente 286 m acima do nível do mar.

## Localidades na vizinhança
O diagrama seguinte representa as localidades num raio de 20 km ao redor de Fall Creek.